# Sarenne (trasa narciarska)

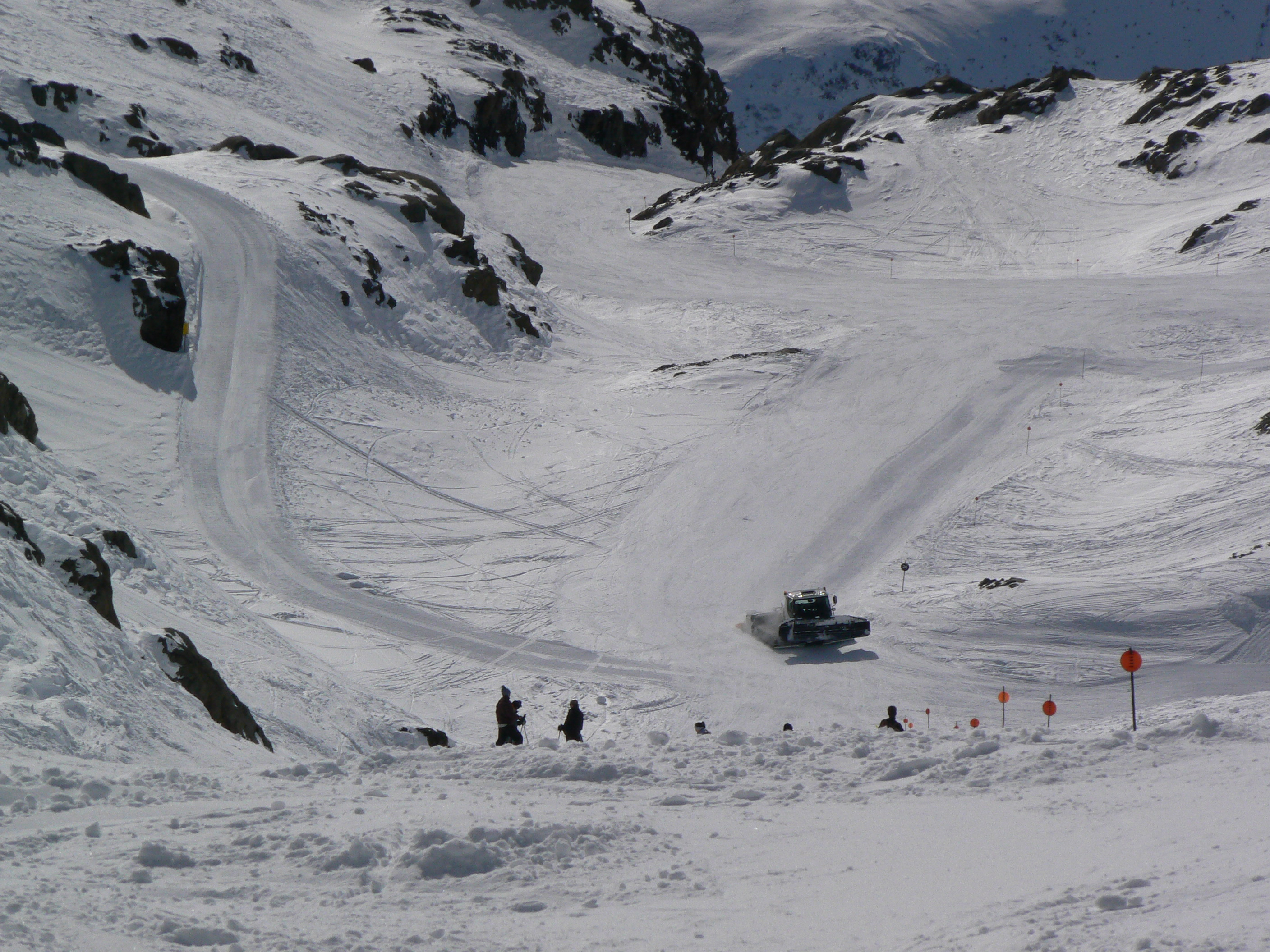
Sarenne

Sarenne – najdłuższa czarno znakowana zjazdowa trasa narciarska na świecie, o długości 16 km.
Trasa zjazdowa Sarenne znajduje się we francuskich Alpach Delfinatu w ośrodku narciarskim L’Alpe d’Huez. Zjazd rozpoczyna się na wierzchołku szczytu Pic Blanc (3330 m n.p.m.), na który dostać się można kolejką linową. Trasa biegnie początkowo opadającym z wierzchołka lodowcem Sarenne, od którego bierze nazwę. Po opuszczeniu lodowca trasa zmienia kierunek i przebiega długą doliną w kierunku miejscowości L’Alpe d’Huez. Trasa pokonuje różnicę poziomów 1810 m, a jej całkowita długość wynosi 16 km (w niektórych źródłach podaje się długość 18 km).
Sarenne uważana jest powszechnie za najdłuższą czarną trasę narciarską na świecie. Jest to zjazd przeznaczony dla dobrych narciarzy, całkowicie nieodpowiedni dla początkujących. Czas przejazdu wynosi około 90 minut. Prawdziwym wyzwaniem jest przejazd całości trasy bez zatrzymania się.
Pod koniec sezonu narciarskiego, w kwietniu, wymagana jest ostrożna jazda, gdyż w dolnej części trasy z powodu wytopień śniegu spotkać można wystające kamienie.
Górna część trasy biegnąca przez lodowiec dostępna jest również dla narciarzy latem.